# Shakākom
Shakākom (persiska: شکاکم) är en ort i Iran.   Den ligger i provinsen Gilan, i den norra delen av landet, 210 km nordväst om huvudstaden Teheran. Shakākom ligger 1 meter över havet och antalet invånare är 391.
Terrängen runt Shakākom är platt åt nordväst, men åt sydost är den kuperad.Runt Shakākom är det ganska tätbefolkat, med 155 invånare per kvadratkilometer. Närmaste större samhälle är Lāhījān, 4,3 km öster om Shakākom. Omgivningarna runt Shakākom är en mosaik av jordbruksmark och naturlig växtlighet.